# Římskokatolická farnost Dírná
Římskokatolická farnost Dírná je územním společenstvím římských katolíků v rámci táborského vikariátu českobudějovické diecéze.

## O farnosti

### Historie
V roce 1354 byla ve vsi zřízena plebánie. Původní gotický kostel sv. Vavřince roku 1630 vyhořel. Bohoslužby pak po jistý čas dojížděli sloužit bratři františkáni z Jindřichova Hradce. Slouženy byly v zámecké kapli. Farnost byla kanonicky znovuzřízena k 1. září 1706, kdy byl do Dírné opět ustanoven farář. V 19. století byl farní kostel rozsáhle opravován, roku 1887 byl kostel prodloužen o 8 metrů. Další velká oprava proběhla v roce 1994.

#### Přehled duchovních správců
- do r. 2010 R.D. Mgr. Mariusz Klimczuk (administrátor ex currendo)
- 1. července 2010 – 30. června 2014 R.D. Mgr. Jan Špaček (administrátor ex currendo)
- 1. července 2014 – 28. srpna 2014 R.D. Mgr. Pavel Berkovský (administrátor ex currendo)
- od 29. srpna 2014 – 2017 R.D. Mgr. Jan Hamberger (administrátor ex currendo)
  - od 29. srpna 2014 R.D. Mgr. Pavel Berkovský (výpomocný duchovní)
- od 2017 P. Mgr. Edward Emil Maka (administrátor excurrendo)

### Současnost
Farnost je bez sídelního duchovního správce, je součástí kollatury farnosti Soběslav, odkud je vykonávána její duchovní správa.
| Kostel              | Místo | Bohoslužba     | Bohoslužba  | Poznámka      |
| ------------------- | ----- | -------------- | ----------- | ------------- |
| Kostel sv. Vavřince | Dírná | neděle čtvrtek | 8.00 15.15  | farní kostel  |
| Kaple               | Dírná | neslouží se    | neslouží se | zámecká kaple |